# 対反乱作戦
対反乱作戦（たいはんらんさくせん、英語: counter-insurgency operations）は、ゲリラ、テロリストなどの反乱勢力などを鎮圧する作戦や行動をいう。
「対反乱」は英語のcounterinsurgencyの訳語である。「治安戦」もcounterinsurgencyと対応する。
安定化作戦（Stability Operations）とも重複する部分が多い概念であり、対テロ作戦、対ゲリラ作戦を包括する上位概念である。

## 概要
反乱勢力は、地域における政治的な統御を目的としており、その勢力が弱小のうちは、敵対する正規軍等に対してはゲリラ戦等の戦法をとる。また、反乱勢力に対する民衆の支持がある場合には、攻撃や補給等に際して、民衆による支援が得られる。
対反乱作戦においては、軍のみならず文民との協力作業が求められ、非軍事的手段も用いられる。敵の後方支援を破壊するため、民生支援や経済政策により、反政府勢力が勢力を維持できないような安定した社会を築き、反乱勢力と民衆とを分離すると同時に、敵の遊撃戦に対しては対ゲリラ作戦も併用する。
対反乱作戦では通常の戦闘ではなく、不正規戦に対応することが求められる。それには以下の特徴がある。
1. 反乱勢力は爆弾テロ、暗殺、拷問などの手段を用いる。
2. 反乱勢力は概ね地元住民であり、一般人との識別が極めて困難である。
3. 反乱勢力は長期戦に持ち込むことで対反乱作戦が国民に支持されなくなるのを待っている。
4. 反乱勢力は政治的・経済的・社会的な不満やイデオロギーを持ち、結束している。
5. 反乱勢力は新兵募集、補給、情報収集等の活動の為に一般人の中で協力者を持っている。

## 要領

### 民事作戦
現在の政府と対ゲリラ作戦に対する国民的な支持を維持増加させることが対反乱作戦には欠かせない。医療サービスの無償提供、インフラストラクチャー施設の整備、都市計画の支援、経済援助などは民心を獲得する上で有効性が見られる活動である。

### 保護プログラム
反政府勢力はその武力を背景に脅迫、プロパガンダ、暴行などを行う場合があり、一般住民をそれらから守ることも対反乱作戦では重要な任務である。しばしば治安維持が機能している保護地区（治安区）が設定され、そこに住民を住まわせてゲリラの影響下・支配下に入らないようにし、必要ならば彼らに自衛のための武力を持たせることが行われる。

### 対ゲリラ作戦
対ゲリラ作戦は対反乱作戦で最も軍事的な作戦であり、反政府勢力を直接的に撃滅するための作戦である。この際には地元警察と連携を保つこと、地元住民に被害を出さないことなどに注意を要する。

## アメリカ軍
アメリカ軍は、イラク戦争後の占領時期において、在地武装勢力の攻撃に悩まされ、当地の治安悪化及び駐留期間の長期化を招いた。この事態は、対反乱作戦の軽視が招いたと評されたが、2006年に統合参謀本部は教本としてFM3-24 Counterinsurgencyを制定し、対反乱作戦への認識を強めた。2007年に対反乱作戦に通じたデヴィッド・ペトレイアスが駐留アメリカ軍司令官として赴任し、効果的な対反乱作戦の実施を開始すると、兵力の増派もあって、イラクにおける治安回復が進んだ。ただし、対反乱作戦に適応した兵力整備は、正規戦への対応と異なるものであることから、対反乱作戦への適応・強化については軍内でも批判がある。

## 日本
近現代日本の治安戦について、笠原十九司は台湾と朝鮮半島で植民地直接統治のために日本軍が抗日組織と戦った治安戦と、満洲などで主に日本の傀儡国家の軍が抗日（もしくは反傀儡国家）組織と戦った治安戦とを区別して類型化する。